# Johannes Ehrat
Johannes Ehrat SJ (* 29. Mai 1952 in Ravensburg) ist ein deutscher Jesuit und Sozialwissenschaftler.

## Leben
Er erwarb ein Baccalaureus in Philosophie und ein Lizentiat in Theologie an der Pontificia Università Gregoriana. Er studierte Kommunikation an der Concordia University und promovierte in Kommunikationswissenschaft. Er ist Professor für soziale Kommunikation an der Fakultät für Sozialwissenschaften der Pontificia Università Gregoriana.

## Schriften (Auswahl)
- Peirce’s iconicity and meaning processes in audiovisual communication. The religious in film and television aesthetics, narratives, and social form. 1991, OCLC 1007527653.
- Cinema and semiotic. Peirce and film aesthetics, narration, and representation. Toronto 2005, ISBN 0-8020-3912-X.
- Power of scandal. Semiotic and pragmatic in mass media. Toronto 2011, ISBN 978-1-4426-4125-9.